# Gheorghe Barbu
Gheorghe Barbu (n. 3 noiembrie 1951, Strei, România) este un politician român, membru al Partidului Democrat. În perioada 29 decembrie 2004 - 5 aprilie 2007, a deținut funcția de Ministru al Muncii, Solidarității Sociale și Familiei în Guvernul Tăriceanu.

## Carieră profesională
Gheorghe Barbu s-a născut la data de 3 noiembrie 1951 în satul Strei din apropierea în orașului Călan (județul Hunedoara). A efectuat studii la Facultatea de Metalurgie din cadrul Institutului Politehnic București (1970-1975), în urma cărora a obținut diploma de inginer metalurgist. Apoi, între anii 1976–1977, a urmat un curs postuniversitar de inginerie economică la ASE București.
După absolvirea facultății, a lucrat ca inginer și apoi șef de atelier la întreprinderea Tractorul Brașov (1975-1981); inginer principal la Institutul de Proiectări Miniere din Deva (1981-1986) și în cele din urmă ca inginer șef, director tehnic și manager la Întreprinderea de piese schimb și reparații utilaj minier (S.C. REMPES S.A.) din Deva (1987-1996). Funcția de manager la S.C. REMPES S.A. Deva a deținut-o între anii 1994-1996.
În paralel cu activitățile profesionale, Gheorghe Barbu a urmat și alte cursuri de perfecționare cum ar fi: un curs de specializare în Management și Marketing (1991), curs de specializare ca Manager Project în construcții și calitatea construcțiilor în domeniul apei, la Cambridge (Anglia, 1999) și un curs de perfecționare în formarea aleșilor și funcționarilor din colectivități locale (La Rochelle, Franța, 2000). De asemenea, el deține din anul 1990, un certificat de inventator.

## Activitate politică
Gheorghe Barbu a intrat în activitatea politică imediat după Revoluția din decembrie 1989. În perioada ianuarie – mai 1990, el a fost membru al Consiliului Frontului Salvării Naționale din  orașul Deva. În anul 1992, a devenit membru al Partidului Democrat, pe atunci PD (FSN), organizația municipală Deva (jud. Hunedoara). În cadrul acestei organizații, a deținut funcțiile de vicepreședinte (1994-1998) și președinte al Biroului Permanent Județean al PD Hunedoara (1998-2001). În prezent, el deține funcția de vicepreședinte al Biroului Permanent Național al PD (din 2001) și de membru al Consiliului Național de Conducere al Alianței "Dreptate și Adevăr" (PNL+PD).
În perioada 1996 – iunie 2000, el a deținut funcția de președinte al Consiliului Județean Hunedoara. În paralel, în perioada noiembrie 1998 – iunie 2000, a fost și președinte al Consiliului de Dezvoltare al Regiunii V vest România. S-a reîntors pentru un timp scurt ca director de marketing la S.C. REMPES S.A. Deva (iunie - august 2000), după care a fost numit în funcția de secretar de stat în Ministerul Apărării Naționale (august-decembrie 2000).
În urma alegerilor din noiembrie 2000, Gheorghe Barbu a fost ales ca deputat de Hunedoara pe listele Partidului Democrat. În legislatura 2000-2004, el a activat ca membru în Comisia pentru muncă și protecție socială din Camera Deputaților. A fost reales ca deputat de Hunedoara la alegerile din noiembrie 2004, deținând pentru o perioadă funcție de președinte al Comisiei pentru muncă și protecție socială din Camera Deputaților (până în februarie 2005). În cadrul activității sale parlamentare în legislatura 2000-2004, Gheorghe Barbu a fost membru în grupurile parlamentare de prietenie cu Republica Africa de Sud și Canada. În legislatura 2004-2008, Gheorghe Barbu a fost membru în grupurile parlamentare de prietenie cu Republica Slovacă, India și Republica Tunisiană.
La data de 29 decembrie 2004, Gheorghe Barbu a fost numit în funcția de ministru al muncii, solidarității sociale și familiei în Guvernul Tăriceanu. Printre propunerile legislative inițiate de el menționăm proiectul de lege din 2005 care micșora indemnizația pentru creșterea copilului de la 7.800.000 lei vechi la 3.000.000 lei vechi. Simpla afișare a proiectului pe situl Ministerului a declanșat o reacție atât de ostilă a societății civile, încât a doua zi după prezentare Legea indemnizației pentru mame a fost eliminată de pe site și s-a renunțat la ea.
A fost înlocuit din funcția de ministru al muncii la 5 aprilie 2007 prin restructurarea Guvernului Tăriceanu, prin ieșirea Partidului Democrat de la guvernare. Cu ocazia bilanțului făcut la încheierea mandatului, el a prezentat ca realizări creșterea procentuală a pensiilor cu 35% în termeni reali, deși era prevăzută o creștere de 30%, pe ambele sisteme, în termen de patru ani, precum și creșterea salariului mediu cu mult peste media prognozată.
Gheorghe Barbu vorbește limba franceză la nivel mediu. El este căsătorit și are 2 copii.